# Wiedervereinigung der Normandie

Wappen der Normandie mit den zwei Leoparden

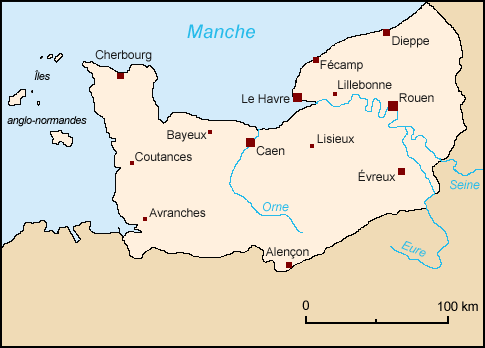
Die historische Region Normandie

Der Begriff Wiedervereinigung der Normandie (französisch Réunification de la Normandie) bezeichnete die administrative Vereinigung der beiden ehemaligen französischen Regionen Basse-Normandie und Haute-Normandie. Dieses Ziel wurde von verschiedenen politischen Gruppierungen in Frankreich verfolgt und durch die am 17. Dezember 2014 vom französischen Parlament endgültig beschlossene Regionalisierungsreform, die am 1. Januar 2016 umgesetzt wurde, verwirklicht. Die neue Region heißt seitdem Normandie.

## Historischer Hintergrund
Seit den Zeiten der Wikinger-Züge durch Europa im 8. und 9. Jahrhundert ist die Normandie eine der historischen Provinzen Frankreichs. Sie behielt lange Zeit ihre relative Eigenständigkeit und kam mit Wilhelm dem Eroberer in eine enge politische Bindung zum benachbarten Königreich England und blieb zwischen der englischen und französischen Krone umkämpft. Nach dem Hundertjährigen Krieg kam sie unter die direkte Herrschaft der französischen Könige, bewahrte aber noch über mehrere Jahrhunderte einige ihrer Sonderrechte. Im Gefolge der Französischen Revolution von 1789 wurde versucht, die alten feudalen Besitz- und Herrschaftsverhältnisse radikal zu beseitigen. Das ganze Land wurde verwaltungsmäßig neu eingeteilt und in zunächst 83 neu geschaffenen Départements organisiert, deren Grenzen sich zum Teil bewusst nicht an den alten historischen Regionsgrenzen orientierten. Die Normandie zerfiel in fünf Départements: Calvados, Eure, Manche, Orne und Seine-Maritime. Diese Départementseinteilung wurde auch im nachrevolutionären Frankreich beibehalten, da sie der bürokratisch-zentralistischen Regierungsform entgegenkam.

Die Regionen Frankreichs im Jahre 2011

Seit den 1950er Jahren wurden in mehreren Gesetzen viele der alten französischen Regionen, die trotz der Départements-Einteilung in der öffentlichen Wahrnehmung immer weitergelebt hatten, administrativ wiederbelebt. Eine wesentliche Ausnahme bildete die Normandie, die nicht als eine, sondern in Form zweier Regionen (eine östliche Obere und eine westliche Niedere Normandie, Haute- und Basse-Normandie) wiedererstand. Verschiedene Gründe wurden für diese Aufspaltung genannt: in den 1950er Jahren war die Wirtschaft der östlichen Normandie stärker industriell geprägt und die Wählerschaft mehrheitlich politisch links ausgerichtet, während die westliche Normandie agrarisch und man mehrheitlich politisch konservativ war. Die zwei Hauptorte Rouen und Caen boten sich beide als Zentralort einer zu schaffenden Region an.

## Diskussion um eine mögliche Vereinigung der beiden Regionen
In unregelmäßigen Abständen kam das Thema einer Vereinigung der beiden Regionen auf die politische Tagesordnung. In inoffiziellen Meinungsumfragen sprach sich eine Mehrheit der Bewohner für eine Vereinigung aus. Die Zustimmung in der Haute-Normandie war dabei geringfügig höher als in der Basse-Normandie. Allerdings hatte das Thema für viele Befragte keine hohe Priorität und die Indifferenz zu dieser Frage war groß. Das Wählerverhalten in der Haute- und Basse-Normandie unterschieden sich kaum mehr und auch die wirtschaftlichen Strukturen hatten sich weitgehend aneinander angeglichen. Verschiedene politische Gruppierungen bezogen zu diesem Thema Stellung, wobei die traditionellen Rechts-Links-Schemata überschritten wurden. Viele Parteien bezogen keinen einheitlichen Standpunkt in dieser Frage. Nur Mouvement démocrate (bürgerlich-liberal), das Nouveau Centre (bürgerlich-konservativ), die Parti radical de gauche (linksliberal) und der Front National (radikal rechts) sprachen sich klar für eine Vereinigung aus.
Ein Hauptargument der Befürworter war eine Verschlankung der Verwaltung durch Abbau von Doppelstrukturen, ein Argument, das nicht unumstritten ist. Die meisten Regionalräte sprachen sich prinzipiell für eine Vereinigung aus, lehnten aber eine Vereinigung per Dekret aus Paris ohne regionale Mitsprache strikt ab und formulierten eine Vielzahl von zu erfüllenden Bedingungen. Viele Funktionsträger der bisherigen Regionen fürchteten um ihre Ämter in einer neu zu schaffenden vereinigten Region. Außerdem gab es eine traditionelle Rivalität zwischen den bisherigen Regions-Hauptorten Caen (Basse-Normandie) und Rouen (Haute-Normandie), die etwa gleich viel Einwohner hatten und beide gerne den Titel einer capitale régionale einer vereinigten Normandie erlangen wollten. Ein Kompromissvorschlag sah vor, das zwischen Caen und Rouen gelegene Le Havre, die größte Stadt der Normandie, zum Verwaltungssitz der vereinigten Normandie zu machen.
Beide Regionen schlossen sich unter anderem zu einem gemeinsamen interregionalen Tourismusverband der Normandie zusammen, der seinen Sitz in Évreux hat, unter anderem mit dem Argument, dass sich der Name „Normandie“ besser touristisch vermarkten lasse, als die Namen „Basse-Normandie“ oder „Haute-Normandie“.
Am 2. Juni 2014 schlug Präsident François Hollande eine Neugestaltung der französischen Regionen vor. Die Zahl der Regionen sollte demnach durch Vereinigung bestehender Regionen von 22 auf 14 verringert werden. Dazu gehörte auch die Vereinigung von Oberer und Niederer Normandie. Letztlich wurden die beiden Regionen im Rahmen der Reform der Regionen ab dem 1. Januar 2016 zu einer Region vereinigt. Hauptstadt der neuen Region ist Rouen.